# Lê Nguyễn Bảo Ngọc
Lê Nguyễn Bảo Ngọc (sinh ngày 18 tháng 6 năm 2001) là một hoa hậu, người mẫu người Việt Nam. Cô đạt danh hiệu Á hậu 1 Hoa hậu Thế giới Việt Nam 2022. Sau đó, Bảo Ngọc đã được lựa chọn để đại diện Việt Nam tại Hoa hậu Liên lục địa 2022 và trở thành đại diện Việt Nam đầu tiên đăng quang danh hiệu Hoa hậu Liên lục địa, cùng danh hiệu Hoa hậu Liên lục địa châu Á & châu Đại Dương 2022.

## Tiểu sử
Lê Nguyễn Bảo Ngọc sinh năm 2001 tại Cần Thơ. Hiện cô là sinh viên khoa Quản trị Kinh doanh tại Trường Đại học Quốc tế Thành phố Hồ Chí Minh, cô cũng từng đạt được IELTS 8.0.

## Các cuộc thi

### Hoa hậu Việt Nam 2020
Bảo Ngọc ghi danh tham dự Hoa hậu Việt Nam 2020 và đây là cuộc thi nhan sắc đầu tiên cô tham dự. Vào đêm chung kết cô đã lọt vào Top 22 chung cuộc của cuộc thi. Đăng quang ngôi vị cao nhất là Đỗ Thị Hà, Á hậu 1 là Phạm Ngọc Phương Anh và Á hậu 2 thuộc về Nguyễn Lê Ngọc Thảo.

### Hoa hậu Thế giới Việt Nam 2022
Vào năm 2022, cô trở lại đường đua nhan sắc với việc ghi danh vào cuộc thi Hoa hậu Thế giới Việt Nam. Tại vòng chung khảo, cô đã lọt thẳng vào Top 20 chung cuộc với giải thưởng Người đẹp Thời trang.
Tại đêm chung kết của cuộc thi, sau phần thi trang phục dạ hội của Top 10, cô tiếp tục giành được giải phụ Người đẹp Nhân ái và lọt thẳng vào Top 5, sau đó cô dừng chân với ngôi vị Á hậu 1.

### Hoa hậu Liên lục địa 2022
Với việc là Á hậu 1 Hoa hậu Thế giới Việt Nam 2022, cô đã được quyền tham dự Hoa hậu Liên lục địa 2022 được tổ chức vào ngày 14 tháng 10 năm 2022 tại Ai Cập.
Tại đêm chung kết của cuộc thi, cô đã xuất sắc đăng quang Hoa hậu Liên lục địa 2022 cùng giải thưởng đặc biệt- danh hiệu Hoa hậu Liên lục địa châu Á & châu Đại Dương.

### Hoa hậu Thế giới 2026
Vào ngày 08 tháng 8 năm 2025, trong sự kiện "Họp báo khởi động Hoa hậu Thế giới Việt Nam 2025 & Công bố đại diện Việt Nam tham dự Miss World lần thứ 73", cô đã được trao danh hiệu "Miss World Vietnam 2024" và sẽ đại diện Việt Nam tham gia cuộc thi Hoa hậu Thế giới lần thứ 73.

## Thành tích
- Top 22 Hoa hậu Việt Nam 2020 với giải phụ:
  - Top 5 Người đẹp Áo dài
- Á hậu 1 Hoa hậu Thế giới Việt Nam 2022 với các giải phụ:
  - Người đẹp Thời trang
  - Người đẹp Nhân ái
  - Top 5 Người đẹp Tài năng
  - Top 6 Người đẹp Bản lĩnh
  - Top 8 Queen Talks
- Đăng quang Hoa hậu Liên lục địa 2022
  - Danh hiệu: Hoa hậu Liên lục địa châu Á & châu Đại Dương
  - Bảo Ngọc giành được học bổng 10.000 AUD (khoảng 166 triệu Việt Nam đồng) của Đại học New South Wales (Australia), một trong những trường đại học nổi tiếng trên thế giới.